# Fondation Taylor
 (avril 2022).
Si vous disposez d'ouvrages ou d'articles de référence ou si vous connaissez des sites web de qualité traitant du thème abordé ici, merci de compléter l'article en donnant les références utiles à sa vérifiabilité et en les liant à la section « Notes et références ».
La Fondation Taylor est une association française d'artistes peintres, de sculpteurs, d'architectes, de graveurs et de dessinateurs. Créée en décembre 1844, elle a pour but de développer la connaissance des arts grâce à l'entraide entre artistes. L'association est reconnue d'utilité publique depuis 1881. 

## Historique
- 1844 : création de l'association, à l'initiative[1] de Isidore Taylor, auteur dramatique, précurseur du mouvement romantique, homme d'art et philanthrope français.
- 1881 : l'association est reconnue d'utilité publique.
- 1949 : l'association installe son siège social, le 1er janvier, au 1 rue La Bruyère à Paris.
- 1984 : ouverture de la première galerie.
- 1987 : ouverture de la seconde galerie.

## Prix

### Concours Taylor
Les prix décernés lors des concours de la Fondation Taylor sont réservés aux adhérents. Ils sont annuels, sauf mention contraire :

#### Peinture / Sculpture / Dessin
- Grand prix Léon Georges Baudry (20 000 €) : attribué alternativement à un peintre ou un sculpteur, et décerné à « un artiste français connu, homme ou femme, âgé de 55 ans minimum, membre de Taylor, peintre ou sculpteur de préférence et d'un réel talent figuratif pour la qualité de l'ensemble de son œuvre. »
- Prix Alain Brugnon (3 000 €) : créé par Alain Brugnon, vigneron en Champagne et passionné d'art, attribué alternativement à un peintre ou un sculpteur, et destiné à « un jeune artiste ».
- Prix Adolphe Gumery (2 000 €) : créé par l'association des amis du peintre Adolphe Gumery (1861-1943), attribué tous les deux ans alternativement en peinture et en dessin, et décerné « à un artiste dont l'œuvre ou partie de l'œuvre illustre le thème du voyage, proche ou lointain, et qu'il soit réel ou imaginaire. »
- Prix Jean Asselbergs (7 000 €) : créé par décision du Comité en hommage à Jean Asselbergs (1928-2015), graveur en médaille, Premier grand prix de Rome, boursier de la Casa Velasquez et chef d'atelier à l'ENSBA. Il est destiné à un jeune artiste et est attribué alternativement en sculpture, gravure et dessin.

#### Peinture
- Prix Claire Combes (11 000 €) : décerné à « un artiste peintre âgé de moins de soixante ans, de tempérament expressionniste et d'une sensibilité coloriste. »
- Prix Renée Bernard (10 500 €) : décerné à « un artiste de talent dont les travaux révèlent une science de la composition ainsi qu'un souci particulier de l'harmonie des couleurs (réalité transfigurée, inspiration, poésie et sensibilité). »
- Grand prix Fernand Cormon (8 000 €) et prix Madeleine Couderc (4 000 €), décernés à des « peintres figuratifs français pour une œuvre de composition de préférence. »
- Prix Maryse Anderbouhr (6 000 €) : décerné à « un peintre paysagiste, femme ou homme, âgé de plus de 60 ans. »
- Prix Monique Corpet (4 000 €) : créé par décision du comité, en hommage à Monique Corpet, membre bienfaiteur de l'association. Il est destiné à un peintre (sans condition).
- Prix Eddy Rugale Michaïlov (3 000 €) : créé par Monsieur et Madame Rugale, en mémoire de leur fils, et décerné à « un jeune artiste pour une œuvre d'imagination colorée, huile ou acrylique uniquement. » Deux prix de 1 500 € peuvent être attribués.
- Prix René Carré (1 500 €) : créé par Maryse Carré en hommage à son mari (1925-1993), destiné à « un peintre figuratif de synthèse, contrarié dans sa vocation et parvenu à son épanouissement d'artiste à force de volonté. »
- Prix Joël Dabin (1 500 €) : créé par l’association Art et énergies en mémoire de Joël Dabin, peintre (1933-2003) et destiné à « un peintre de synthèse privilégiant le mouvement et la couleur. »
- Prix Albert Maignan (2 000 €) : créé par la ville de Saint-Prix en hommage à Albert Maignan, peintre (1845-1908) et destiné à un jeune artiste.
- Prix du Cercle du Mont-Cenis (2 000 €) : créé par l’association du Cercle du Mont-Cenis, fondée autour du peintre Franck Duminil (1933-2014), et attribué uniquement en 2020 à un peintre abstrait.
- Prix Monique Baroni (1 500 €) : destiné à soutenir un jeune peintre. Ce prix a été attribué une seule fois en 2016.
- Prix Lucie Rivel (5,000 €) : prix de peinture créé en mémoire de Lucie Rivel et remis annuellement lors du Salon d'automne.

#### Dessin
- Prix Jane Pêcheur (2 500 €) : créé par décision du comité en hommage à Jane Pêcheur, dessinatrice, illustratrice et peintre (1921-2017), et destiné « à un dessinateur sans condition ».
- Prix Roger Marage (1 250 €) : créé par Madame Marage, en hommage à son mari, peintre, dessinateur et graveur (1922-2012), lauréat du prix L.G. Baudry 1990, membre du comité, et destiné à « un artiste dessinateur figuratif ».
- Prix Taylor (1 000 €) : créé par décision du comité, destiné à récompenser un aquarelliste.

#### Sculpture

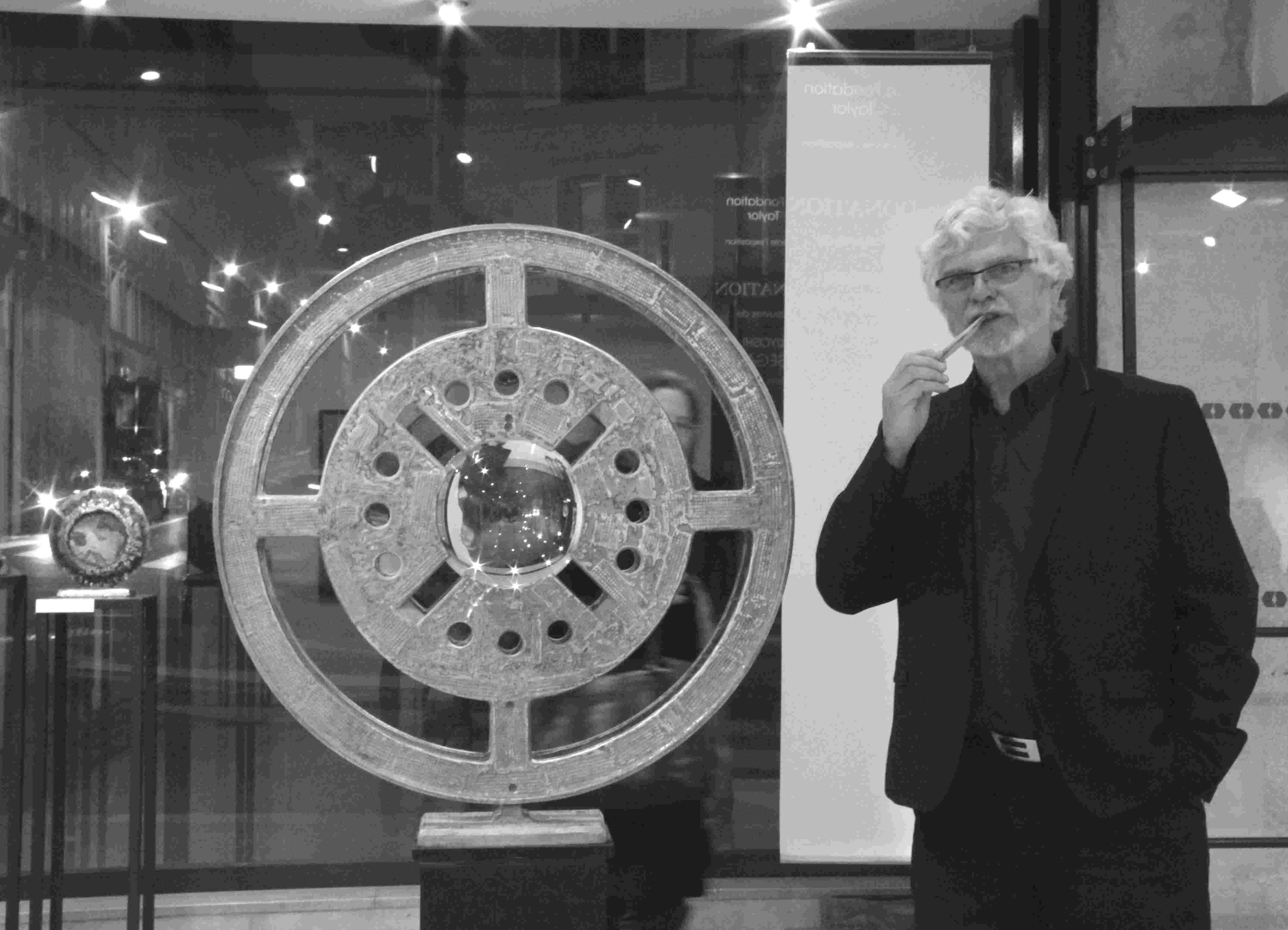
En 2019, le sculpteur franc-comtois Paul Gonez expose ses œuvres à la Fondation Taylor.

- - Prix Taylor (10 000 €, tous les deux ans) : deux prix décernés sans condition.
  - Prix Charles Malfray (12 000 €) et prix Andreï Graëc (8 000 €) : créés par René Andreï et décernés à « un sculpteur de nationalité française, âgé d'au moins 52 ans, dont l'œuvre se rattache à l'école française traditionnelle. » Ces prix sont attribués tous les deux ans.
  - Prix Évariste Jonchère (8 000 €) : créé par Lucienne Jonchère-Debiol, son épouse, en mémoire de son mari (1892-1956), et décerné à « un sculpteur statuaire figuratif âgé d'au moins 30 ans et membre de la Fondation Taylor. »
  - Prix de la fonderie d'art de la Plaine (montant équivalent à 5 000 €) : attribué jusqu'en 2017 et destiné à récompenser « un jeune sculpteur ». Il consistait en la réalisation d'un tirage bronze d'une œuvre.

#### Gravure
- - Prix Paul Gonnand (6 000 €) : créé par Henriette Gonnand en souvenir de son mari graveur (1899-1973) et décerné à « un graveur au burin de nationalité française ». Ce prix est éventuellement divisible.
  - Prix Kiyoshi Hasegawa (2 500 €) : créé par Janine Buffard et Yves Dodeman, en hommage à leur grand-oncle, le peintre-graveur Kiyoshi Hasegawa (1891-1980), et décerné à « un artiste de plus de 30 ans, résidant en France depuis plus de 5 ans, qui devra présenter 10 estampes monochromes. »
  - Prix Marie et Léon Navier (2 000 €) : créé par Lucie Navier (1910-1996), peintre, en mémoire de ses parents, et décerné à « un artiste en ex-libris ou en estampes de petits formats. »
  - Prix Jean Chièze (2 000 €) : créé par l’association Jean-Chièze (1898-1978), en mémoire de cet artiste graveur et décerné à « un graveur sur bois ». Ce prix est attribué tous les deux ans.

### Prix décernés lors des salons
Chaque année, la commission des prix de la Fondation Taylor attribue différents prix dans les salons. Ces prix sont ouverts à tous les artistes. 
- Salon des artistes français
- Salon d'Automne
- Salon du dessin et de la peinture à l'eau
- Salon des Réalités Nouvelles
- Biennale 109[réf. nécessaire]

## Organisation

### Présidents de la Fondation
Source
- 1844-1879 : Isidore Taylor
- 1879-1885 : Edmond Du Sommerard, architecte
- 1885-1905 : William Bouguereau, peintre
- 1905-1908 : Albert Maignan, peintre
- 1908-1911 : Tony Robert-Fleury, peintre
- 1912-1937 : Victor Laloux, architecte
- 1937-1938 : Jean-Émile Buland, graveur
- 1938-1942 : Henri Delage, architecte
- 1942-1946 : Maurice Moisset, peintre
- 1946-1952 : René Patouillard-Demoriane, architecte
- 1952-1971 : Édouard-Marcel Sandoz, sculpteur et peintre
- 1971-1995 : Georges Cheyssial, peintre
- 1995-2007 : Paul Ambille, peintre
- 2007-2010 : Arlette Le More, peintre
- depuis 2010 : Jean-François Larrieu, peintre